# Henri Fabre

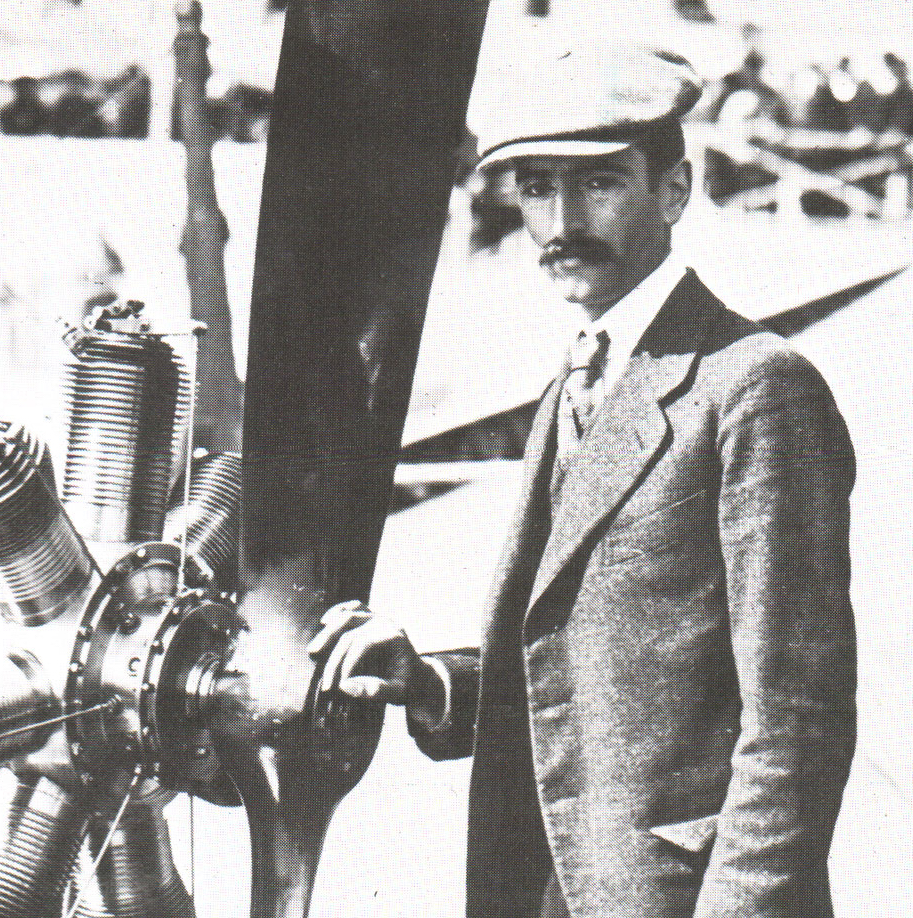
Fabre in 1911

Henri Marie Léonce Fabre (Marseille, 29 november 1882 – Le Touvet, 29 juni 1984) was een Frans ingenieur en luchtvaartpionier. In 1910 bouwde hij Le Canard, het allereerste watervliegtuig dat succesvol op water landde.

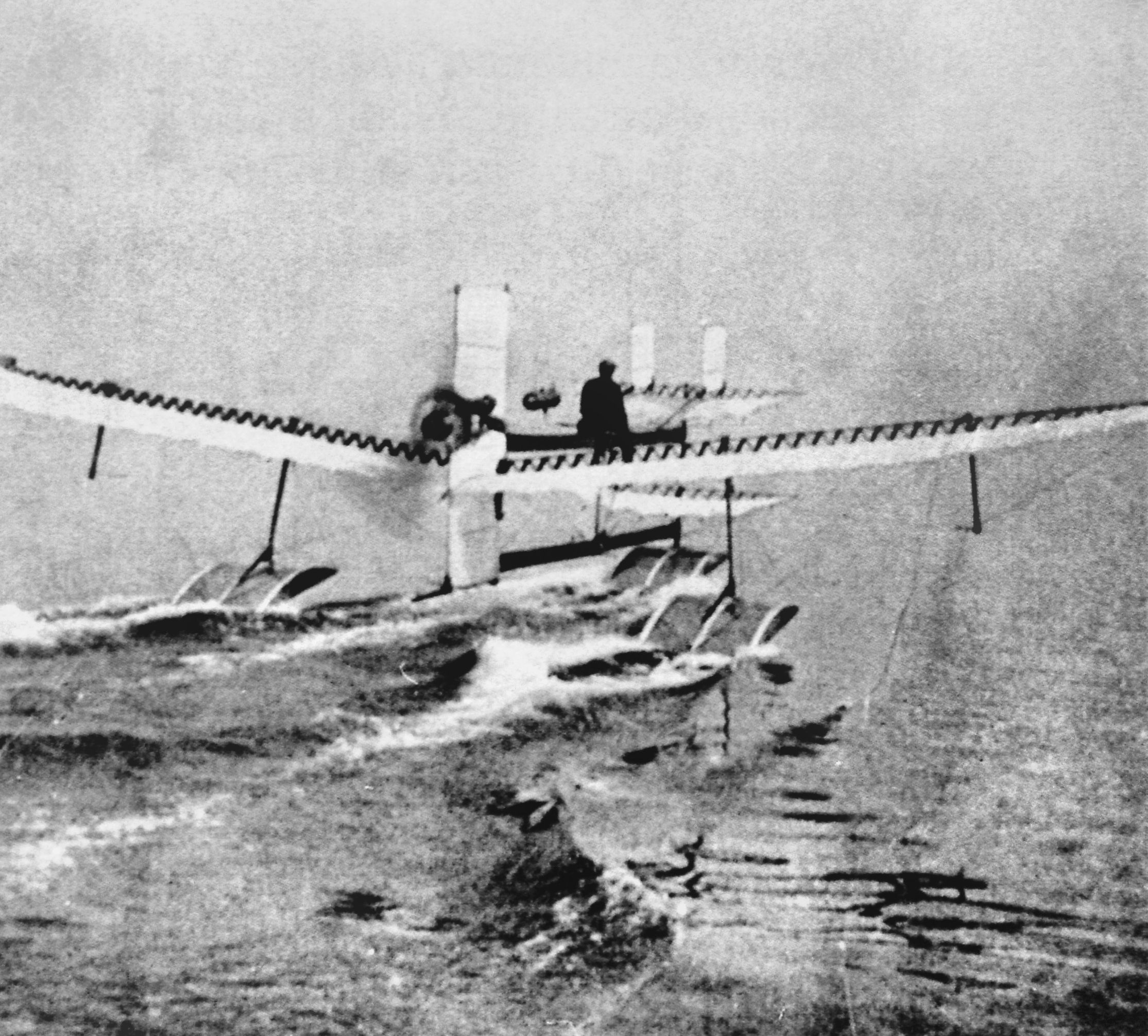
Fabre in zijn watervliegtuig 28 maart 1910

## Levensloop

### Afkomst en studies
Fabre werd geboren in een rijke redersfamilie uit Marseille. Hij volgde middelbaar onderwijs aan het plaatselijke jezuïetencollege en ging daarna wetenschappen studeren aan de universiteit van Marseille. Nadat hij in Marseille was afgestudeerd, behaalde Fabre verder nog het ingenieursdiploma aan de École Supérieure d'Électricité (Supéléc) te Parijs.

### Ontwikkeling en eerste vlucht van het watervliegtuig
Fabre, die gepassioneerd was door vliegtuigen, bestudeerde de ontwerpen van Louis Blériot en Gabriel Voisin en droomde ervan om een watervliegtuig te ontwikkelen. Zijn vader stelde hem een budget van 100.000 Franse frank ter beschikking en Fabre spendeerde ruim vier jaar aan de ontwikkeling, het testen en de realisatie van een watervliegtuig met drie vlotters. Het vliegtuig van het type canard kreeg de toepasselijke naam Le Canard (De Eend). Het had een spanwijdte van 14 meter, een lengte van 8,5 meter en een gewicht van 380 kilogram. De Gnome et Rhône-motor had een vermogen van 50 pk en dreef een propeller van 2,6 meter aan.
Op 28 maart 1910 steeg Fabre, die nog nooit gevlogen had, op voor een talrijk opgekomen publiek aan het Étang de Berre in de buurt van Martigues. In het vliegtuig kreeg hij hulp van Louis Paulhan die eveneens had meegeholpen aan de ontwikkeling ervan. Na een vlucht van zowat 600 meter boven het meer landde Le Canard op het water en was daarmee het allereerste watervliegtuig ter wereld dat succesvol op water was geland. Diezelfde dag voerde het vliegtuig vier vluchten uit en de daaropvolgende dag volgde zelfs een vlucht van zes kilometer. Fabre bouwde nog enkele bijkomende exemplaren van zijn ontwerp dat daarna verder op punt werd gezet door Glenn Curtiss en Gabriel Voisin die het als basis gebruikten voor hun eigen watervliegtuigen.

### Verdere loopbaan
Fabre zelf commercialiseerde zijn eigen ontwerp en begon tijdens de Eerste Wereldoorlog een vliegtuigfabriek met zowat 200 werknemers dat enkel watervliegtuigen bouwde. Na de oorlog zette hij al een punt achter de vliegtuigbouw en werd hij ingenieur-zaakvoerder van een machinefabriek dat allerhande sectoren uit de industrie voorzag van machines. Hij ontwikkelde nadien nog een bateau-clac, een opvouwbare boot. In 1927 werd Fabre lid van de Académie de Marseille.
In 1980 verscheen zijn autobiografie J'ai vu naître l'aviation. Hij stierf in 1984 op 101-jarige leeftijd.

## Exemplaren van Le Canard
Van zijn historisch watervliegtuig zijn nog twee exemplaren bewaard gebleven:
- een eerste exemplaar bevindt zich op de vliegveld van Marignane, dicht bij de plaats waar de eerste vlucht plaatsvond;
- een tweede exemplaar wordt tentoongesteld in het Musée de l'Air et de l'Espace op de luchthaven Le Bourget.

## Eerbetoon
Op 30 maart 2010 gaf de La Poste, het Franse postbedrijf, een herinneringspostzegel uit ter gelegenheid van de honderdste verjaardag van de eerste vlucht van Le Canard.